# Scapheremaeus ornatus
Scapheremaeus ornatus är en kvalsterart som beskrevs av Balogh och Sandór Mahunka 1968. Scapheremaeus ornatus ingår i släktet Scapheremaeus och familjen Cymbaeremaeidae. Inga underarter finns listade i Catalogue of Life.